# ادمکی، لودز ویوودشیپ
ادمکی، لودز ویوودشیپ (به لاتین: Adamki, Łódź Voivodeship) در لهستان است که در Gmina Błaszki واقع شده‌است.